# Lowell MacDonald
Lowell Wilson MacDonald (* 20. August 1941 in New Glasgow, Nova Scotia) ist ein ehemaliger kanadischer Eishockeyspieler (Rechtsaußen), der von 1961 bis 1978 für die Detroit Red Wings, Los Angeles Kings und Pittsburgh Penguins in der National Hockey League spielte.

## Karriere
MacDonald spielte während seiner Juniorenzeit zusammen mit Paul Henderson und Pit Martin bei den Hamilton Tiger Cubs bzw. Hamilton Red Wings in der Ontario Hockey Association. Er kam in der Saison 1961/62 zu seinem ersten Spiel in der National Hockey League mit den Detroit Red Wings, kehrte danach aber nach Hamilton zurück und holte mit dem Team den Memorial Cup.
In den folgenden Jahren spielte er meist für die Pittsburgh Hornets in die American Hockey League, über drei Jahre kam er zu weiteren 45 Einsätzen bei den Detroit Red Wings. Im Sommer 1965 war er Teil eines großen Tauschgeschäfts, bei dem er gemeinsam mit Marcel Pronovost, Eddie Joyal, Autry Erickson und Larry Jeffrey an die Toronto Maple Leafs abgegeben wurde, um Andy Bathgate, Billy Harris und Gary Jarrett nach Detroit zu holen. Bei den Maple Leafs schaffte er nie den Sprung in den Kader.
Nach zwei Jahren bei den Tulsa Oilers in der Central Professional Hockey League und den Rochester Americans in der AHL holten ihn die Los Angeles Kings im NHL Expansion Draft 1967. Bei den Kings zeigte er seine Torgefährlichkeit und war einer der besten Scorer seines Teams. Nach zwei Spielzeiten beendete er überraschend seine Karriere, da er große Flugangst hatte und von Los Angeles zu fast allen Auswärtsspielen fliegen musste. Zum Ende der darauffolgenden Saison konnten ihn die Kings dazu überreden, im AHL-Farmteam bei den Springfield Kings seine Karriere fortzusetzen.
Im Sommer 1970 holten ihn die Pittsburgh Penguins in einem Intra-League Draft. Nur zehn Spiele bestritt er nach seinem Comeback in der Saison 1970/71, bevor ihn eine Knieverletzung für fast zwei Spielzeiten aus dem Rennen warf. Nach seiner Rückkehr erzielte er in der Saison 1972/73 mit 34 Toren die zweitmeisten bei den Penguins. Für dieses beeindruckende Comeback wurde er mit der Bill Masterton Memorial Trophy ausgezeichnet. In der Saison 1973/74 schaffte er es mit 82 Punkten unter die besten zehn Scorer der NHL. Nach zwei weiteren guten Spielzeiten, in denen er mit Jean Pronovost und Syl Apps junior die überaus erfolgreiche „Century Line“ bildete, zog er sich eine schwere Schulterverletzung zu. Noch einmal versuchte er sich danach in die NHL zurückzukämpfen, doch der Anschluss an vorherige Leistungen gelang ihm nicht mehr. Nach der Saison 1977/78 beendete er daher seine Laufbahn.

## Sportliche Erfolge
- Memorial Cup: 1962

### Persönliche Auszeichnungen
- Max Kaminsky Trophy: 1962
- OHA-Jr. First All-Star Team: 1962
- Bill Masterton Memorial Trophy: 1973
- Teilnahme am NHL All-Star Game: 1973 und 1974